# الأم المهاجرة
الأم المهاجرة هي صورة التقطت في عام 1936 في نيبومو بولاية كاليفورنيا بواسطة المصور الأمريكي دوروثيا لانج خلال فترة عملها في إدارة أمن المزارع [الإنجليزية]. منذ ذلك الحين، أصبحت الصورة رمزًا للكساد الكبير ولأنها في المجال العام، فقد أعيد إنتاجها لتكون بمثابة إعلانًا وأكثر من ذلك بكثير. اليوم، يُعد عمل لانج جزءًا من الشريعة الكلاسيكية للفن الأمريكي والتصوير الفوتوغرافي الدولي. الصورة بأبعاد 28.3 في 21.8 سم (11 1/8 × 8 9/16 بوصة) مطبوعة بالفضة الجيلاتينية تصور طفلين يُخفيان وجهيهما في والدتهما التي تنظر بقلق بعيدًا. توجد مطبوعة في متحف الفن الحديث في مدينة نيويورك.

## صور أخرى

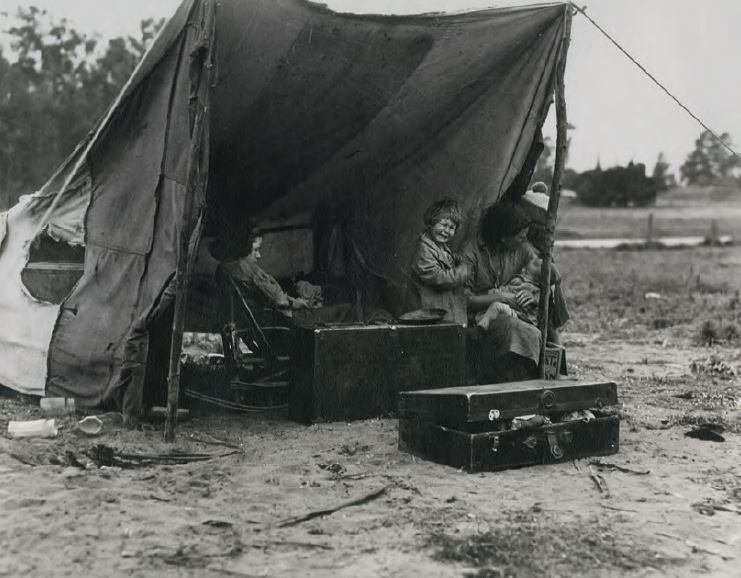
1
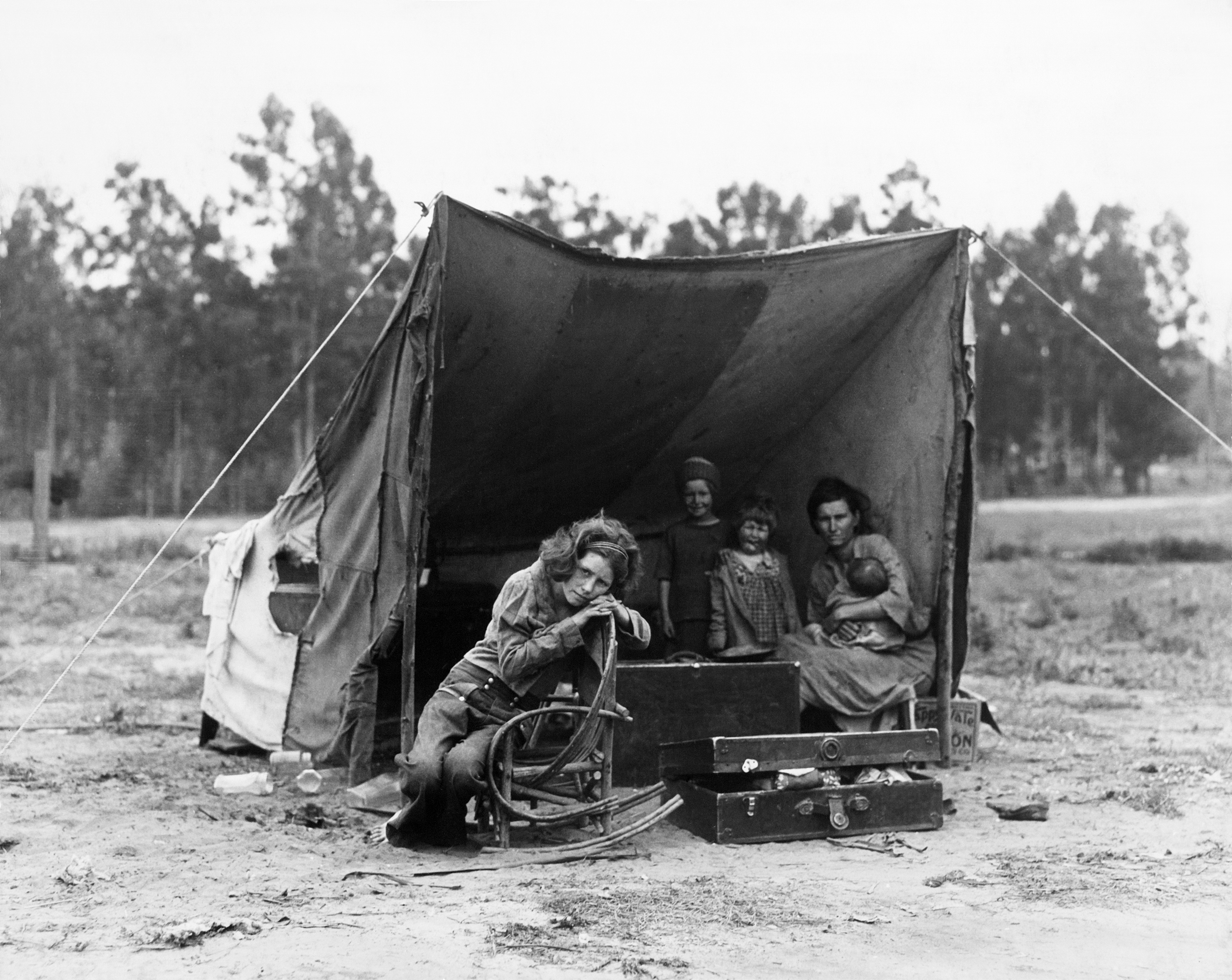
2
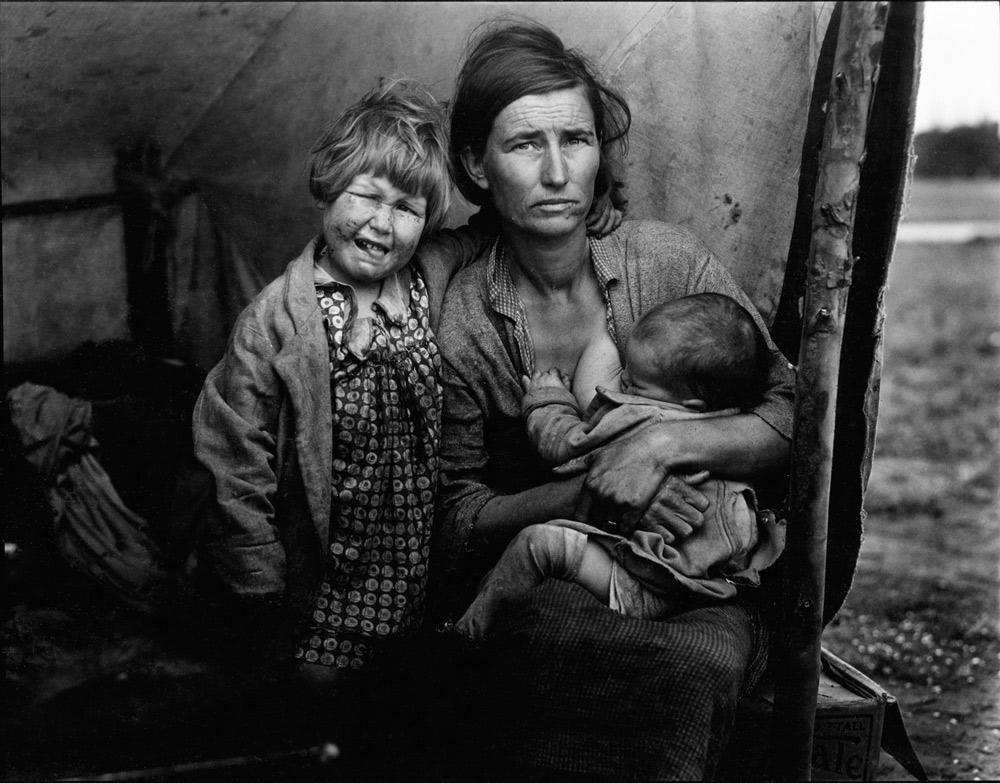
2 ب (غير مدرج بواسطة لانج في التسلسل الأصلي)
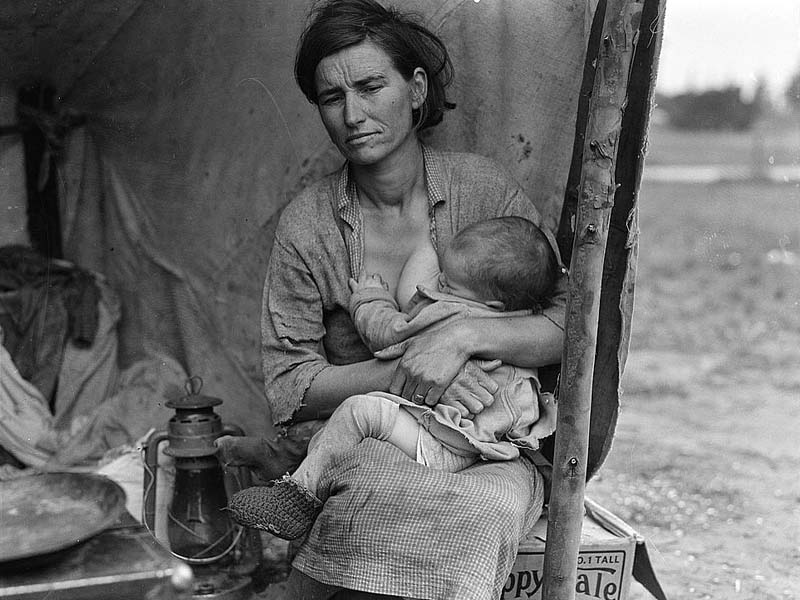
3
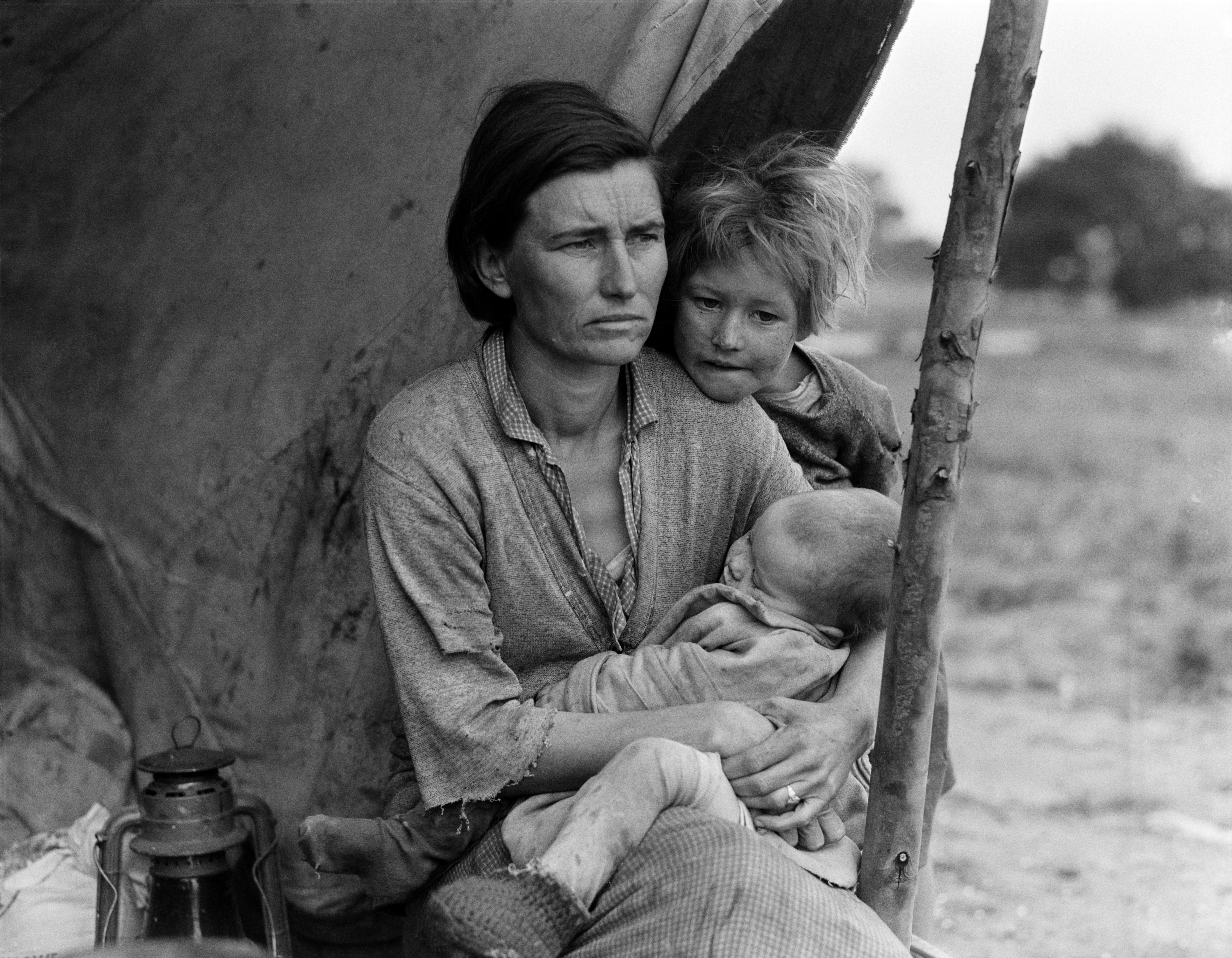
4
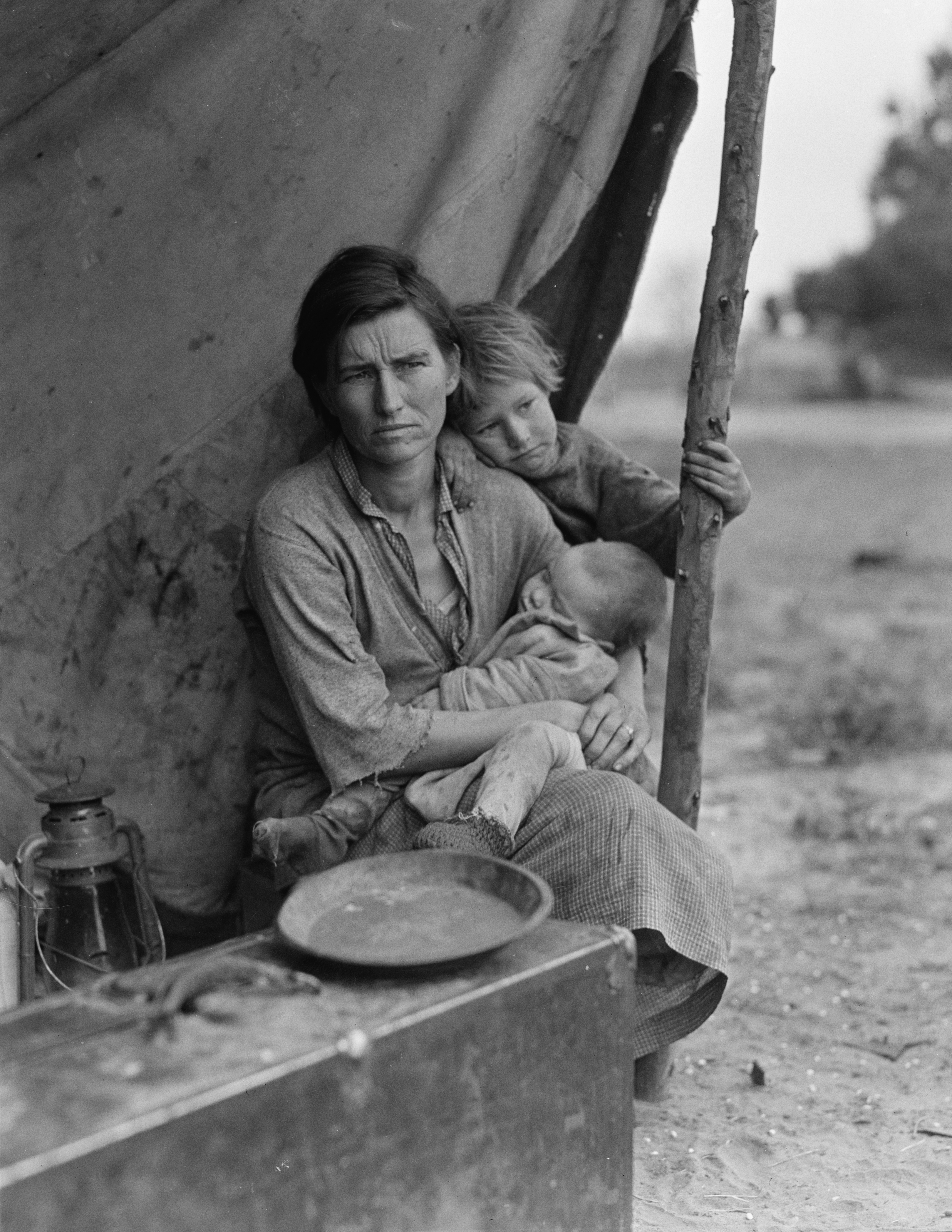
5
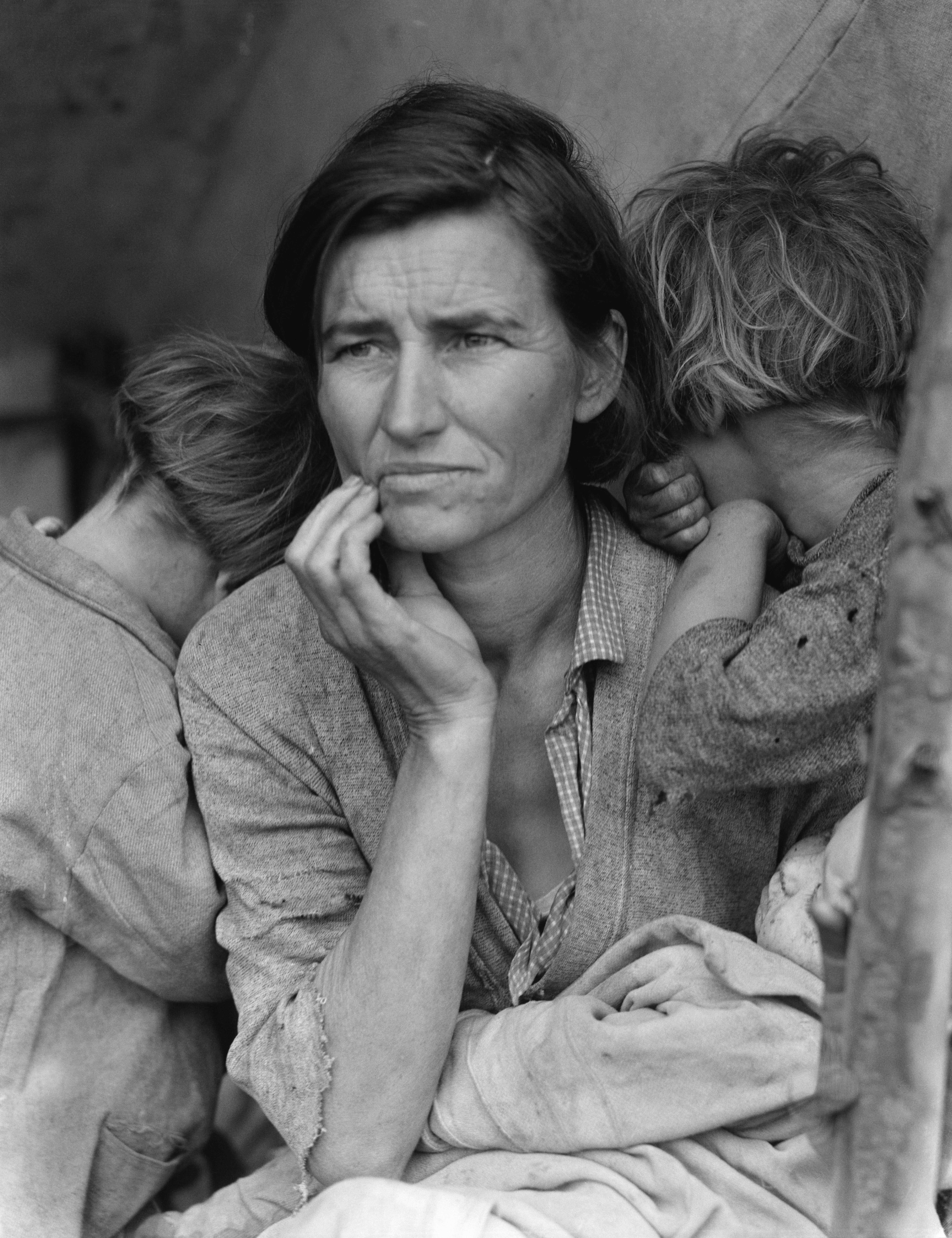
6